# Nicole-Reine Lepaute
  Nicole-Reine Lepaute    (París, 5 de gener de 1723 - París, 6 de desembre de 1788) –cognom de soltera: Etable de la Brière– fou una matemàtica i astrònoma francesa del segle xviii, coneguda pels seus càlculs astronòmics.

## Biografia
Etable de la Brière (cognom de casada: Lepaute, pel qual se la coneix habitualment) va néixer al palau de Luxemburg, on el seu pare era assistent de l'antiga reina consort d'Espanya Lluïsa Elisabet d'Orleans. La major part de la seva educació procedia de les seves lectures.
El 1748 es va casar amb Jean André Lepaute, que esdevindria més tard rellotger reial de França i que residia al palau per haver estat el constructor del primer rellotge horitzontal de París.
A partir del seu matrimoni es va dedicar a fer càlculs dels períodes d'oscil·lació de pèndols de diferents llargàries, que serien finalment utilitzats en el Traité d'horlogerie (1755) del seu marit.
Pocs anys després del seu matrimoni, l'aleshores jove astrònom Lalande obtingué la direcció de l'observatori astronòmic situat al terrat del palau del Luxemburg i començà una relació intensa amb els Lepaute. Nicole-Reine Lepaute es demostrà com una hàbil computadora i és ella qui feia els càlculs matemàtics.

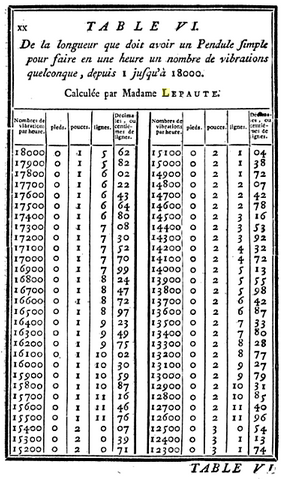
Taula de pèndols del Traité d'horlogerie (edició de 1767), on es menciona que ha estat calculada per Madame Lepaute.

El 1759 Alexis Claude Clairaut els demana de fer els càlculs del retorn del cometa de Halley, tenint en compte les atraccions planetàries de Júpiter i Saturn. Quan Clairaut en publica els resultats ni tan sols l'esmentà, cosa que va provocar un distanciament amb Clairaut, però no pas amb Lalande.
El 1762 calculà l'hora exacta d'un eclipsi lunar que havia de tenir lloc el 1764 i en feu el mapa complet per a tot Europa.
Entre 1759 i 1774 ella i Lalande van ser els responsables de Conaissance des temps, un anuari publicat per l'Acadèmie des Sciences i molt utilitzat per astrònoms i marins, i el 1774 es va fer càrrec d'Ephémerides, publicant-ne els volums setè i vuitè.

A començaments de la dècada dels 80, el seu marit va patir una malaltia mental. La resta de la seva vida es va dedicar a cuidar-lo, a Saint-Cloud, on va morir un any després que ell.
A la seva mort, Lalande va pràcticament adoptar el seu nebot Joseph Lepaute Dagelet, que també arribaria a ser un astrònom reconegut.

## Reconeixement i memòria
L'asteroide (7720) Lepaute i el cràter Lepaute, situat a la cara visible de la Lluna, van ser nomenats així en memòria de Nicole-Reine Lepaute.
El carrer Nicole-Reine-Lepaute, al districte 13è de París, també porta el nom de l'astrònoma.